# ۵٬۲-دی‌هیدروفوران
۵،۲-دی‌هیدروفوران (به انگلیسی: 2,5-Dihydrofuran) یک ترکیب شیمیایی با شناسه پاب‌کم ۱۵۵۷۰ است. 